# Bandini Automobili
La Bandini è stata una casa automobilistica italiana la cui attività, iniziata nel 1946, è terminata il 12 aprile 1992 con la scomparsa del suo fondatore, l'ingegner Ilario Bandini.

## Il marchio
Lo stemma raffigura un galletto rampante e una caveja romagnola simbolo della città di Forlì posti su fondo giallo con la bandiera italiana che lo delimita sul lato inferiore.

## Storia

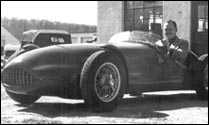
Alex Raymond al volante di una Bandini in una foto del 1953

La storia di questa piccola casa automobilistica si fonde con la vita di Ilario Bandini: pilota, costruttore e ingegnere honoris causa. L'attività iniziò nel 1946 con l'intenzione di creare vetture da corsa, si ritagliò il proprio spazio soprattutto nell'ambito della categoria 750 cm³ di cilindrata. Si distinse per la capacità, nonostante le limitate disponibilità e dimensioni artigianali, di creare in casa telai, motori bialbero e carrozzerie; limitando al massimo la collaborazione con ditte esterne. Come costruttore, ha contribuito a diffondere nel mondo la creatività e lo stile italiano. È infatti negli Stati Uniti d'America che le Bandini ottennero i maggiori successi sportivi vincendo i seguitissimi campionati nazionali SCCA (Sports Car Club of America) nel 1955 e nel 1957 (vicecampione nel 1954 e nel 1958) e quelli della regione sud/ovest dal 1961 al 1963. Partecipando anche a gare del campionato mondiale per auto sport biposto
Dalla metà degli anni sessanta, interrotti i rapporti con l'estero, la "Bandini Automobili Forlì" rallenta la produzione ma non rinuncia alle nuove sfide proposte dalla modernizzazione continuando a innovare le proprie vetture sotto l'aspetto telaistico, motoristico, aerodinamico e stilistico con immutato entusiasmo e passione per le corse; peculiarità che delinea il profilo di chi le costruiva, di chi le portava in gara e di chi le ammira.

## La produzione e i modelli
Le caratteristiche produttive e quantitative dell'azienda sono quelle tipiche di un'attivià artigianale. La produzione infatti, concentrata quantitativamente negli anni cinquanta e primi anni sessanta, è di sole 75 auto, tutte destinate e sviluppate per competizioni. Tale finalità impone che, nella maggior parte dei casi, scelte tecniche e stilistiche siano inclini più ad assecondare regolamenti tecnici, il naturale processo di sviluppo o esigenze del periodo che a seguire una precisa richiesta di mercato.
È quindi più corretto parlare di tipo che di modello, poiché si registrano anche notevoli differenze tra un esemplare e l'altro dello stesso modello. Queste peculiarità unite ad alcune caratteristiche comuni le rendono spesso esemplari unici di una già limitatissima e inconfondibile produzione.
È inoltre possibile trovare Bandini che, all'origine o nel corso degli anni, siano state equipaggiate di motori differenti per accordi commerciali o semplicemente per correre in categoria diverse.

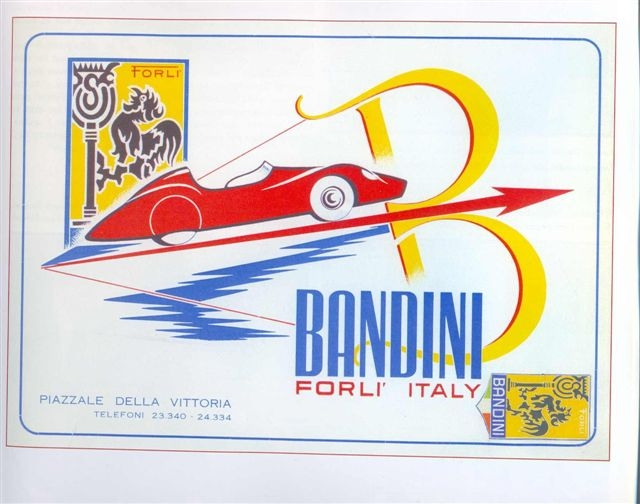
Brochure Bandini del 1960

Si possono quindi distinguere i seguenti tipi:
- "La prima" 1100/46 (1946)
- 1100 sport (1947-1950)
- 1100 siluro (1947-1949)
- 750 sport siluro (1950-1956)
- Bandini-Maserati 1500 (1953)
- formula 3 (1954-1958)
- Bandini GT 750 GT Veloce Zagato (1955)
- 750 sport internazionale "saponetta" (1957-1961)
- formula junior (1959-1962)
- 1000/62 P (1962-1965)
- 1000 GT (1963)
- 1000/66 sport (1966)
- saloncino (1968)
- 1000/70 V (1970)
- mille s.p. (1972)
- 1300 16 V i. (1980)
- berlinetta 1000 turbo (1992)

## Registro storico
Il registro storico ha censito le Bandini esistenti rilasciando 46 certificati d'originalità ai proprietari di Bandini diffusi nel mondo; un buon numero è negli Stati Uniti, ma ne esistono anche in Giappone, Germania, Regno Unito, Paesi Bassi, Svizzera, Russia e naturalmente in Italia. 

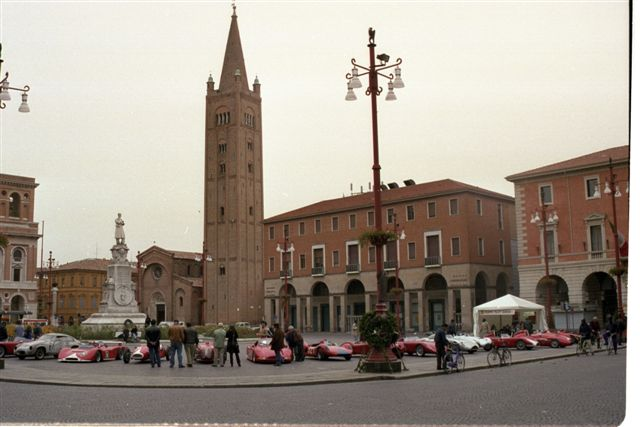
Bandini day (Forlì 2002)
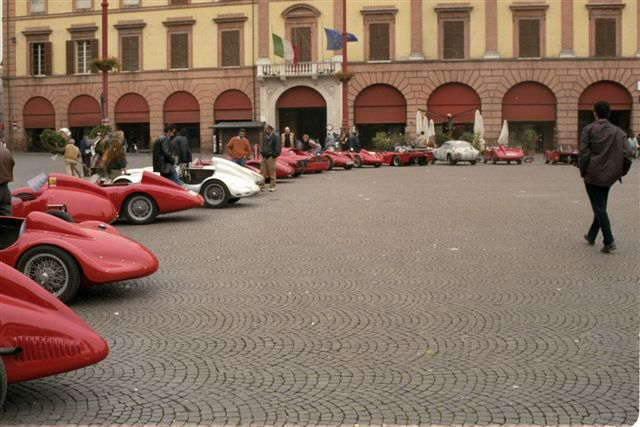
Bandini day (Forlì 2002)
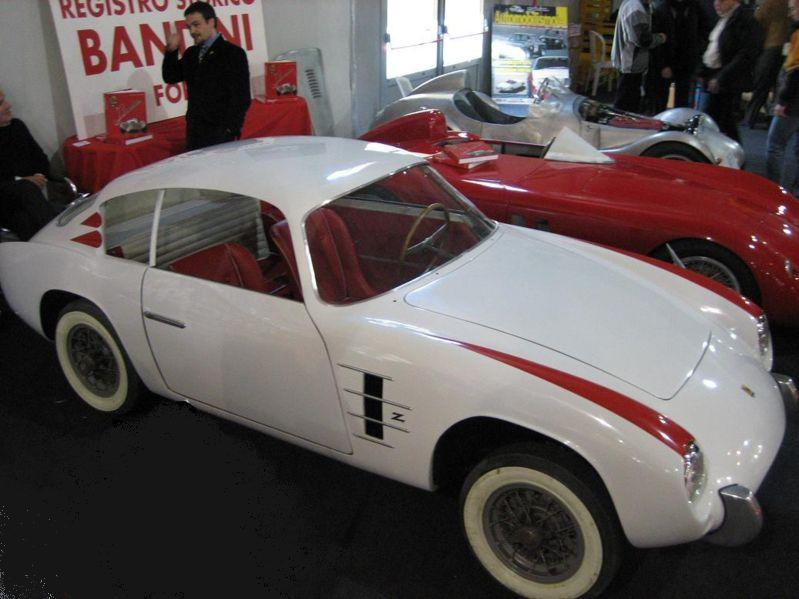
Bandini GT
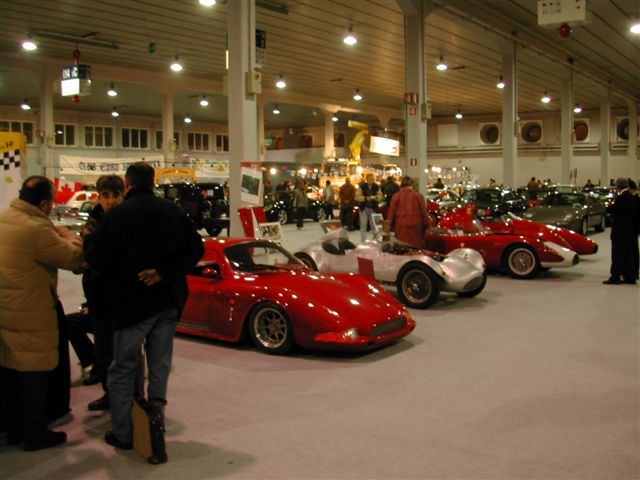
Esposizione Bandini a Padova (2003)
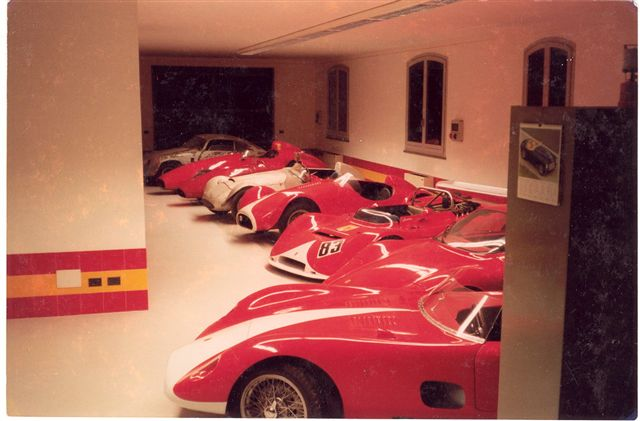
Bandini collection
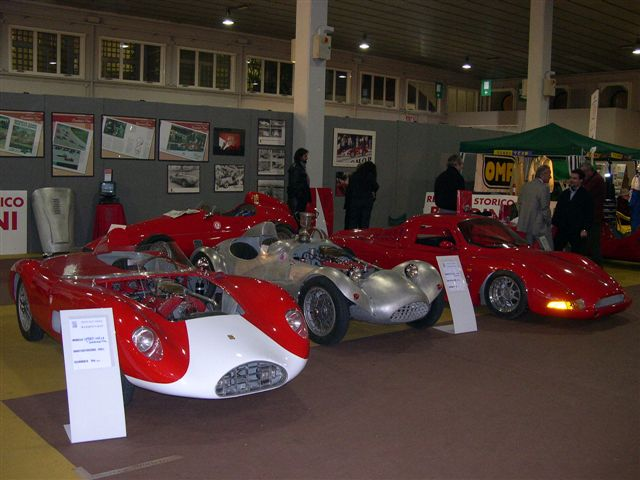
Mostra auto Bandini (2004)
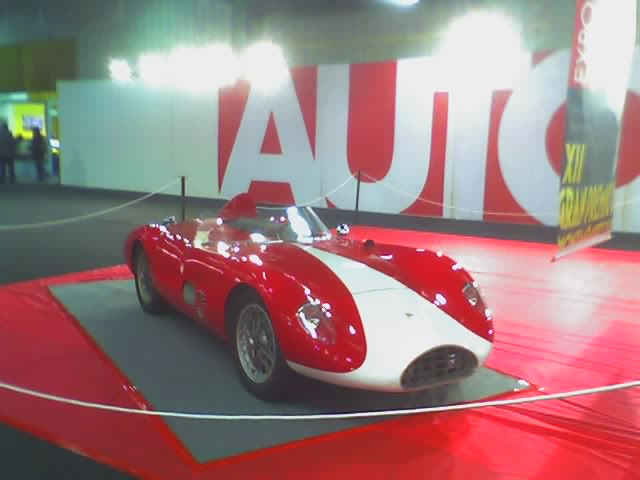
Bandini saponetta
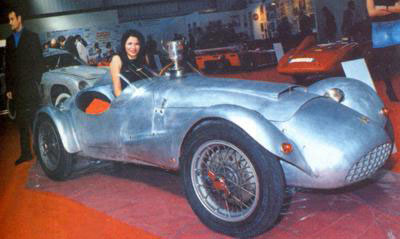
Bandini 750 sportsiluro
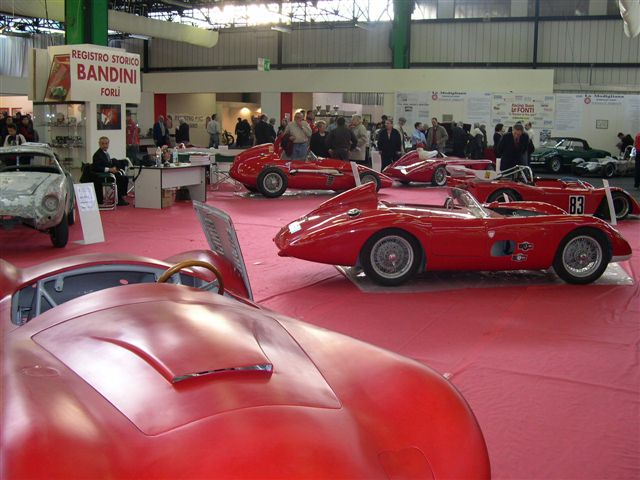
Bandini alla fiera di Forlì (2004)
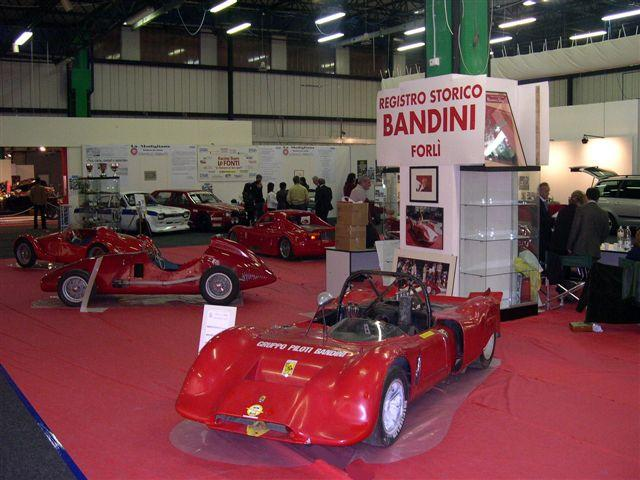
Bandini 1000 SV
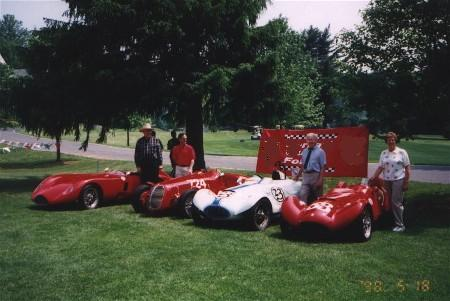
Bandini cars  USA (2002)
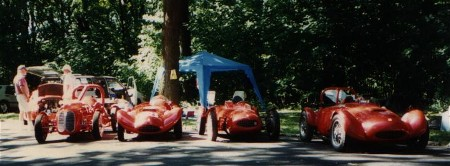
Bandini cars in U.S.A. (2000)
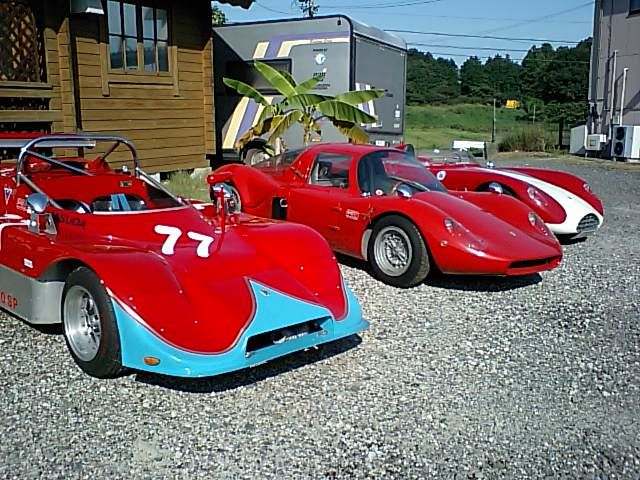
Primo piano Bandini 1000 SP (1972), Bandini "saloncino" (1968), Bandini "saponetta" (1957)
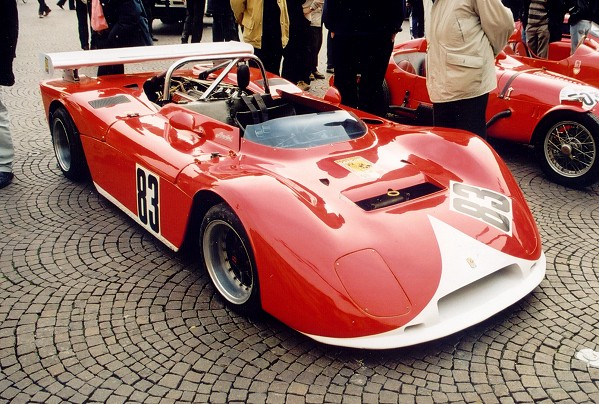
Bandini Sp 1300 16V
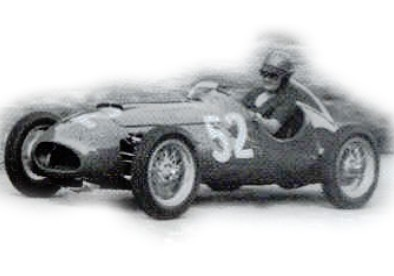
Bandini Formula3, pilota Ilario Bandini (Forlì 1954)
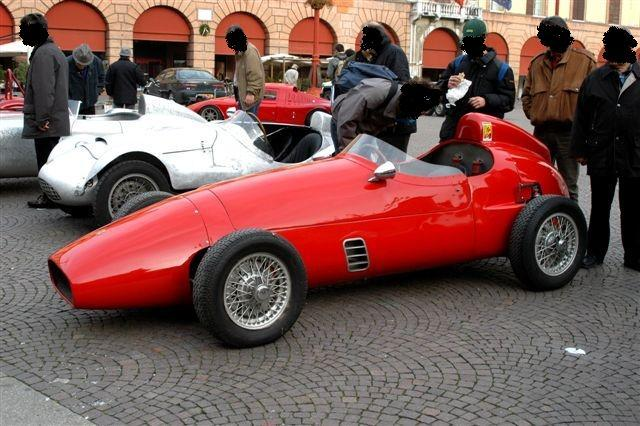
Bandini Formula Junior
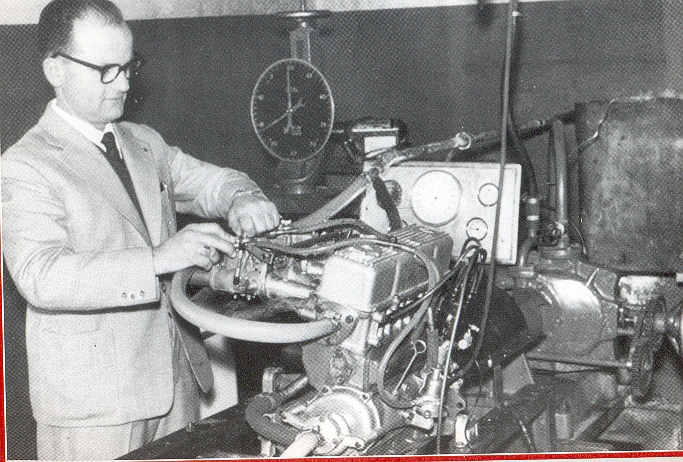
Ilario Bandini al lavoro su una F.Junior Bandini
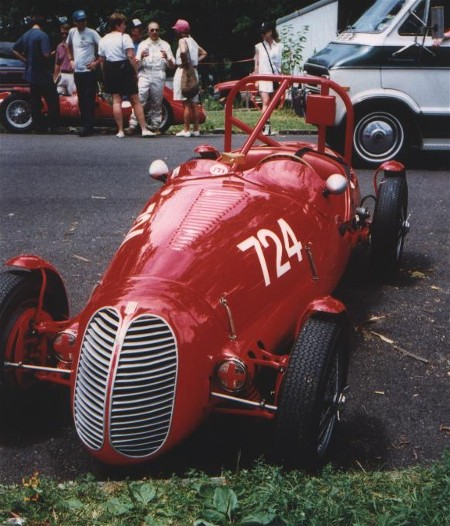
Bandini 1100 siluro
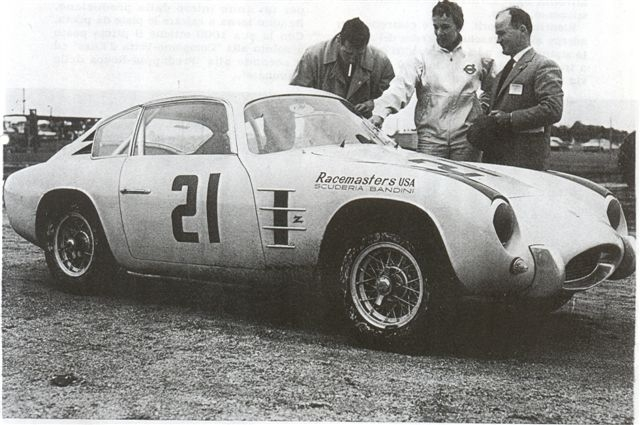
Bandini 750 GT Zagato, Daytona 1960
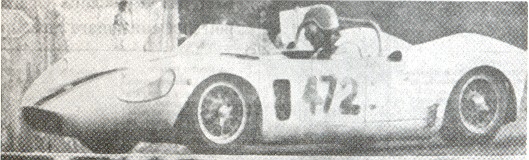
Bandini 1000 a motore posteriore del 1965